# Pierre Sagna
Pierre Sagna CSSp (* 11. Juli 1932 in Ziguinchor, Senegal; † 24. Mai 2008 in Dakar, Senegal) war römisch-katholischer Bischof der Diözese Saint-Louis du Sénégal.

## Leben
Pierre Sagna trat der Ordensgemeinschaft der Spiritaner bei und empfing die Priesterweihe am 4. Oktober 1959. 1974 wurde er von Paul VI. zum Bischof von Saint-Louis du Sénégal, einem Suffraganbistum des Erzbistums Dakar, ernannt. Die Bischofsweihe spendete ihm am 11. Mai 1975 der Bischof von Ziguinchor Augustin Sagna; Mitkonsekratoren waren der spätere Kardinal Théodore-Adrien Sarr, Bischof von Kaolack in Senegal, und Michael Joseph Moloney, Bischof von Bathurst in Gambia.
Seinem altersbedingten Rücktrittsgesuch wurde 2003 durch Johannes Paul II. stattgegeben. Er lebte als Emeritus in Brusubi in Gambia.